# Ian Palmer
Ian Palmer (4 de septiembre de 1941) es un deportista australiano que compitió en vela en la clase Flying Dutchman. Ganó una medalla de oro en el Campeonato Mundial de Flying Dutchman de 1958.

## Palmarés internacional
| Campeonato Mundial | Campeonato Mundial | Campeonato Mundial | Campeonato Mundial |
| Año                | Lugar              | Medalla            | Clase              |
| ------------------ | ------------------ | ------------------ | ------------------ |
| 1958               | Attersee (Austria) | Medalla de oro     | Flying Dutchman    |